# Соаве
Соаве (итал. Soave) је насеље у Италији у округу Верона, региону Венето.
Према процени из 2011. у насељу је живело 5035 становника. Насеље се налази на надморској висини од 31 м.

## Становништво
Према резултатима пописа становништва 2011. у општини је живело 6.908 становника.
| 1931. | 1936. | 1951. | 1961. | 1971. | 1981. | 1991. | 2001. | 2011. |
| ----- | ----- | ----- | ----- | ----- | ----- | ----- | ----- | ----- |
| 5.634 | 5.609 | 5.887 | 5.602 | 5.439 | 5.359 | 6.015 | 6.562 | 6.908 |

## Партнерски градови
- Келхајм
- Кле Суји